# NGC 4946
NGC 4946 é uma galáxia elíptica (E) localizada na direcção da constelação de Centaurus. Possui uma declinação de -43° 35' 30" e uma ascensão recta de 13 horas, 05 minutos e 29,2 segundos.
A galáxia NGC 4946 foi descoberta em 3 de Junho de 1834 por John Herschel.